# 1976年夏季残疾人奥林匹克运动会日本代表团
1976年夏季残疾人奥林匹克运动会日本代表团是日本派出的1976年夏季残疾人奥林匹克运动会代表团。获得10枚金牌、6枚银牌和3枚铜牌。